# Compagnia dell'Immacolata Concezione
La Compagnia dell'Immacolata Concezione è una compagnia religiosa istituita nel 1596   all'interno della chiesa di San Francesco d'Assisi ad Alcamo, in provincia di Trapani.

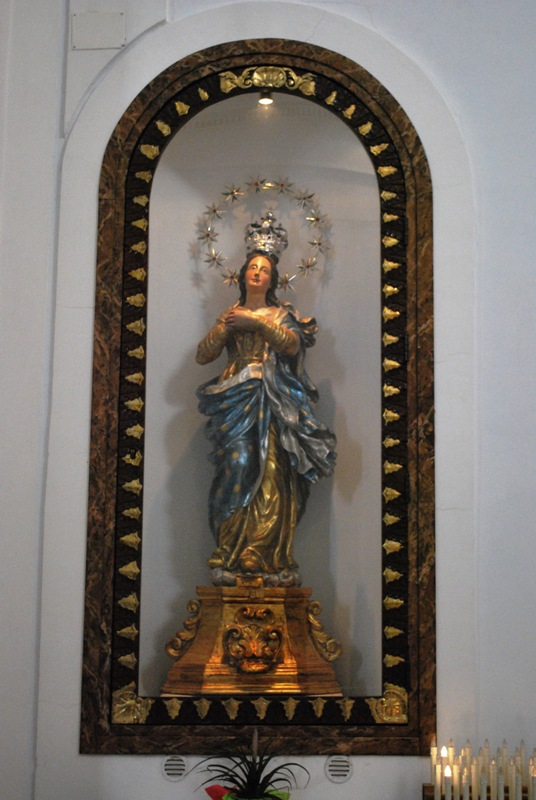
Statua lignea di Maria Santissima Immacolata

## Storia
A pagina 455 del Discorso Storico nella Opulenta Città di Alcamo dello storico Ignazio De Blasi, copia stampata, si legge testualmente:
n°9- Nel recinto delle mura di questo convento ritrovasi l'oratorio della Compagnia dell'Immacolata Concezione di Maria, la quale nella di lui chiesa tiene anche; la sua cappella fabbricata a spese dei confrati a cagione dell'aggregazione fatta con questo Convento negli atti del notar Filippo Mercadante, nel 1 luglio, 8 ind. 1595, o 9 ind.1596; dietro di che la fondazione di questa Compagnia allora Confraternita colla sua Cappella si effettuò per pubblico atto in Notar Antonino Vaccaro li 9 Gennaio Xind. 1596. In detta Cappella vi è il quadro dell'Immacolata Signora con cornice di marmo rosso e nel tetto di essa Cappella vi sono 34 quadri dei Santi, e nel mezzo vi è altro quadro di Maria SS. Immacolata con sua cornice dorata, il quale tetto si coprì di detti quadri nell'anno 1613, a spese delli confrati della Concezione, avendo fatto fare ognuno il suo quadro per devozione con scrivergli anche il suo nome.
Lo storico alcamese così descrive la presenza della Compagnia e della Cappella con annesso oratorio nella chiesa di San Francesco d'Assisi. 
Probabile fondatore fu forse padre Giuseppe Terrana, guardiano del convento per parecchi anni: alcune persone si impegnavano a formare la Confraternita, regolata da alcuni capitoli che poi saranno inseriti in quelli più recenti. Dopo un periodo di prova di un anno, il 30 luglio 1596, l'atto venne rinnovato: la Comunità del convento, oltre a padre Giuseppe Terrana, era rappresentata dai padri Nicolò Badalucco,  Pietro Palma, Nicolantonio Centorbi e Fra' Vincenzo Sutera.
Furono firmati alcuni accordi con la Confraternita dell'Immacolata, rappresentata da Vincenzo Cucinario Lo Vinario, governatore, i consultori, il maestro Vincenzo La Ghirlanda, il cancelliere Leonardo da Messana e il tesoriere Michelangelo Ferrara. In forza a questo atto, il convento si annetteva la Confraternita e si impegnava a recitare l'ufficio per i confrati morti, si riservava il diritto di prendere parte nei legati di maritaggio e le cedeva un magazzino dietro pagamento di un canone.
La Confraternita si assumeva l'impegno di celebrare ogni anno la festa dell'Immacolata, lasciare la cera offerta per i confrati defunti al convento, partecipare alla processione del Corpus Domini e portare il baldacchino; era loro anche permesso ricevere elemosine, dei beni e gestirli.
Poiché i confrati volevano che la loro Cappella avesse un collegamento con la chiesa, presentarono la richiesta al P.M. Guglielmo Hugues d'Avignone, socio dell'Ordine, per aprire un varco. 
Il 13 aprile 1603 fu dato il permesso desiderato con il vincolo di ridurre la cappella in forma quadrata, di non aprire porta d'ngresso dall'esterno per entrare in cappella, salvi i diritti del convento e dopo il consenso della famiglia Scalisi, titolari del diritto di patronato nella cappella di Santa Maria Maddalena e di un altro altare vicino.
Nel 1600 sono sorti gli statuti che regolavano la vita delle congregazioni e delle confraternite; era necessaria ora l'approvazione dell'Ordine Diocesano e quindi i governatori presentarono i capitoli alla Curia Vescovile di Mazara del Vallo e il 15 agosto del 1599 il vescovo Mons. Luciano De Rubeis li approvò.
Infine, il 2 febbraio 1687, il Vicario Generale della Curia Padre Scannariato diede agli amministratori della Confraternita il permesso di fare la Processione dell'Immacolata l'8 dicembre e di scegliere il percorso della stessa.
Dopo la prima approvazione dello Statuto nel 1599 da parte vescovo Luciano de Rubeis, nel 1697 lo stesso fu approvato una seconda volta, con aggiunte e lode da parte del vescovo Bartolomeo Castelli. Tale lode derivava da alcuni capitoli articolati in maniera molto saggia: infatti il numero dei confrati deve essere non più di 50 ("perché la moltitudine mal ordinata degenera in confusione"), gli amministratori, di età maggiore di 25 anni, durano in carica un anno "acciocché ognuno delli fratelli partecipino dell'honoranze e delle fatiche" (cap.III), "li fratelli debbiano essere sempre honesti e non giocare a giochi proibiti, ne quelli star a vedere, ne mai biasimare ne mai mormorare ne dir male di alcuna persona, conservando i matrimoni come sonno obbligati per legge divina, e l'altri vivere in castità e pudicitia" (cap.XVI)..
Poiché i confrati volevano che la loro Cappella avesse un collegamento con la chiesa, presentarono la richiesta al P.M. Guglielmo Hugues d'Avignone, socio dell'Ordine, per aprire un varco.
Il 13 aprile 1603 fu dato il permesso desiderato con il vincolo di ridurre la cappella in forma quadrata, di non aprire porta d'ngresso dall'esterno per entrare in cappella, salvi i diritti del convento e dopo il consenso della famiglia Scalisi, titolari del diritto di patronato nella cappella di Santa Maria Maddalena e di un altro altare vicino.
Questo Statuto secolare è stato abrogato nel 1954 allorché la Curia Vescovile di Trapani ne ha stabilito dei nuovi per decreto che eliminano alcuni riti e obblighi iniziali; inoltre, in esso la Compagnia viene qualificata come Confraternita.
All'inizio la Compagnia, allora Confraternita, era formata da "gente civile, professori e sacerdoti"; oggi la maggior parte dei confrati appartiene alla classe operaia. Essa è una delle più antiche confraternite che porta avanti la devozione per l'Immacolata Concezione, facendo i preparativi per la solenne festa con novenario.
Nel 1600 ogni congregazione, confraternita o compagnia adottò una propria tunica con visiera che serviva per evitare il riconoscimento degli appartenenti. Più tardi i confrati con questo abito furono detti “lupi”, a causa di questa visiera. 
Ancora oggi i confrati della Compagnia dell'Immacolata di Alcamo ancora oggi indossano una tunica bianca con un cingolo e una mantellina celeste con visiera bianca sul capo.

## Descrizione

### Cappella

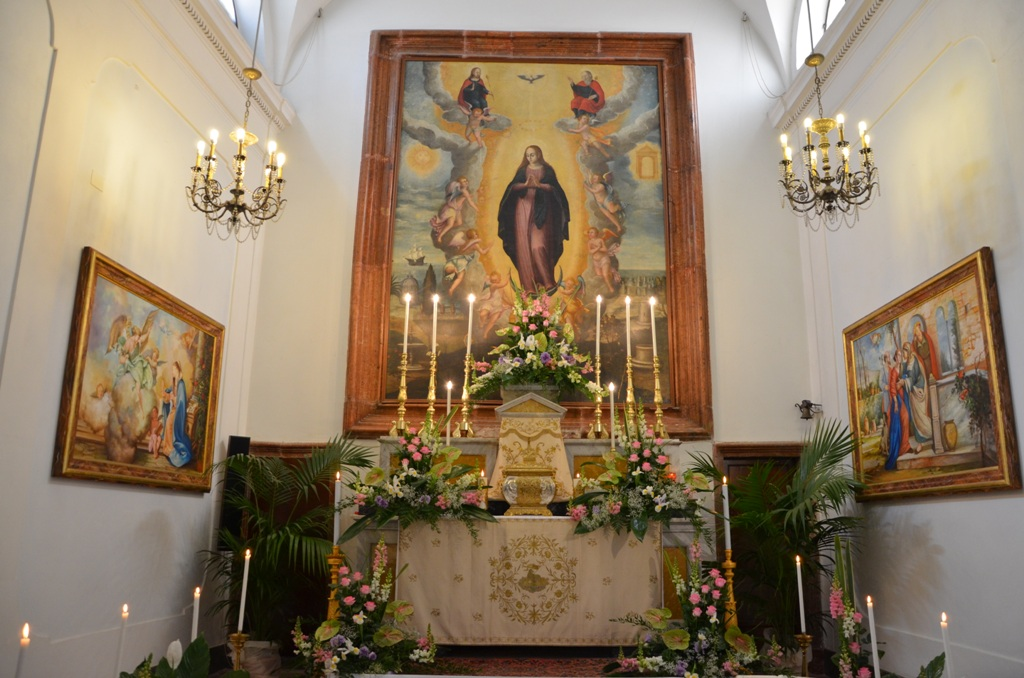
Cappella dell'Immacolata

La Compagnia dell'Immacolata Concezione dispone di una propria cappella all'interno della chiesa di San Francesco d'Assisi ad Alcamo, disposta lateralmente rispetto all'entrata della chiesa.
In essa erano celebrate tutte le funzioni religiose previste dallo Statuto: presentazione dei novizi, lavanda dei piedi a 12 confrati da parte del Governatore il Giovedì santo, l'ufficio per la tumulazione dei confrati defunti e l'incontro settimanale tenuto ogni sabato dell'anno (i cosiddetti sabatini).
Si è fatto il prolungamento della cappella fra il 1944 e il 1949, rifatta la nicchia dove si tiene la statua dell'Immacolata e posizionati i gradini dell'altare in marmo rosso per sostituire quelli in legno: l'altare è stato realizzato nel 1951 da Giovan Battista Di Girolamo di Castellammare del Golfo. 
Sui due lati della prima parte della cappella sono seppelliti i Padri Conventuali: all'angolo del pilastro a sinistra c'è una copertura in pietra e la scala che porta alla grande sepoltura dove venivano tumulati i confrati defunti, per la mancanza di cimiteri. All'interno, oltre alla tela dipinta da Giuseppe Carrera e alla statua lignea posta nella nicchia, ci sono 4 quadri realizzati da Rosolino La Mattina che raffigurano i 4 momenti più importanti della vita della Vergine Immacolata: la Visitazione, l'Annunciazione, lo Sposalizio, la nascita di Gesù. Sul soffitto, in occasione del Giubileo del 2000, sempre dallo stesso pittore, è stato realizzato un affresco che raffigura il Padre Eterno intento a creare la Vergine Immacolata dipingendola come un quadro.

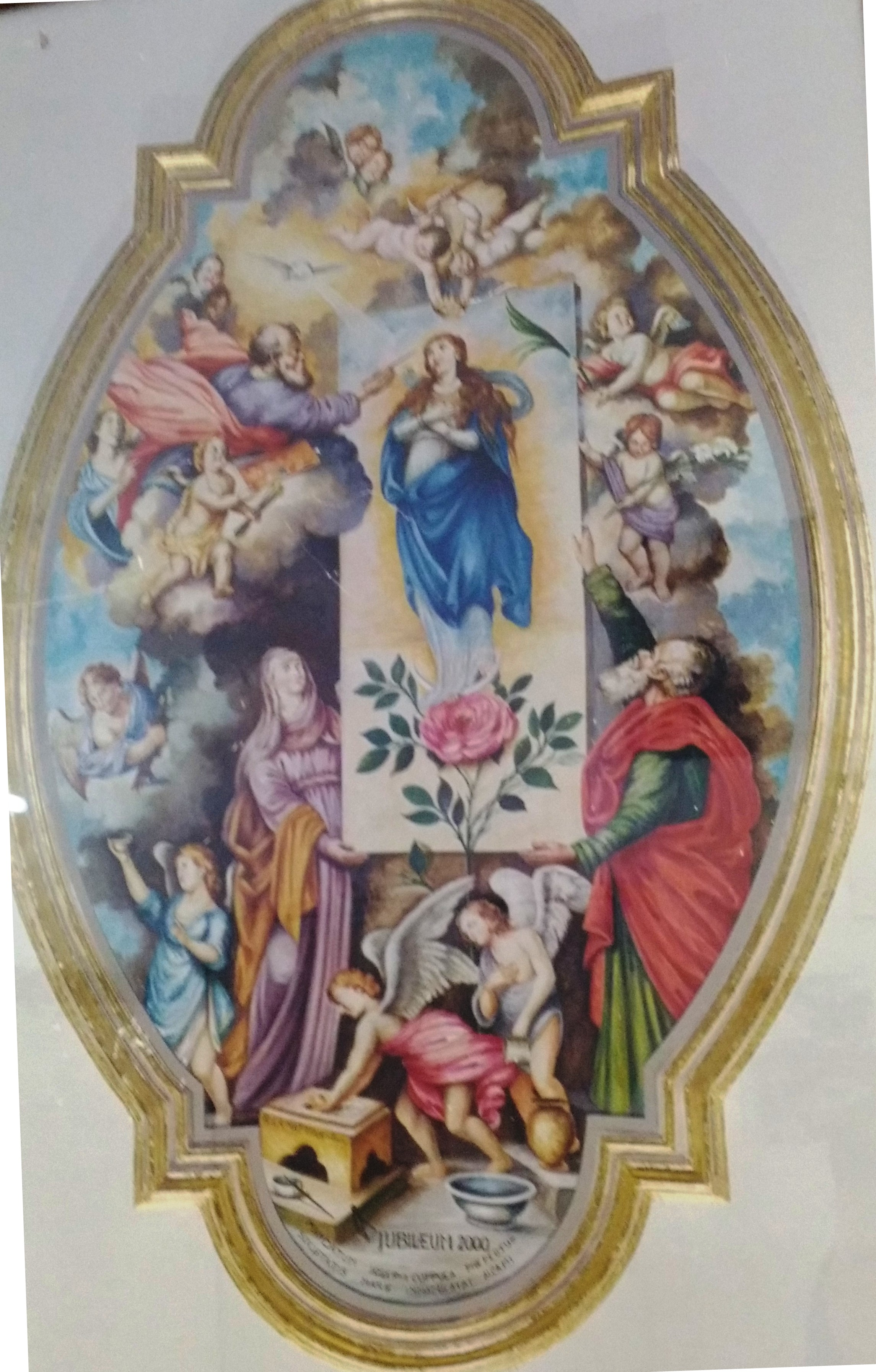
Affresco sul soffitto di Rosolino La Mattina
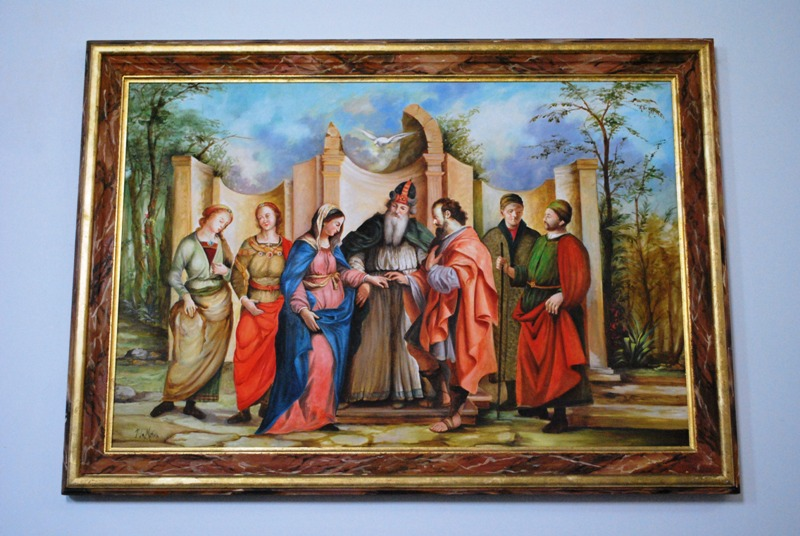
Lo Sposalizio della Vergine
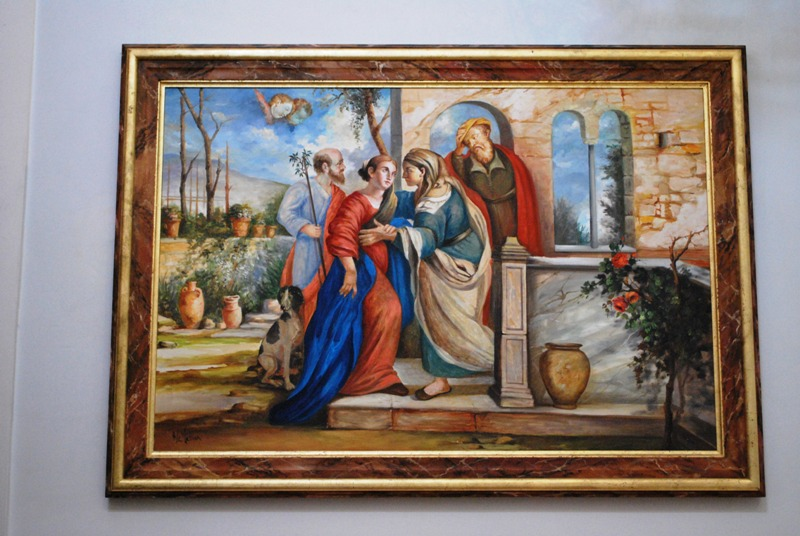
La Visitazione della Vergine
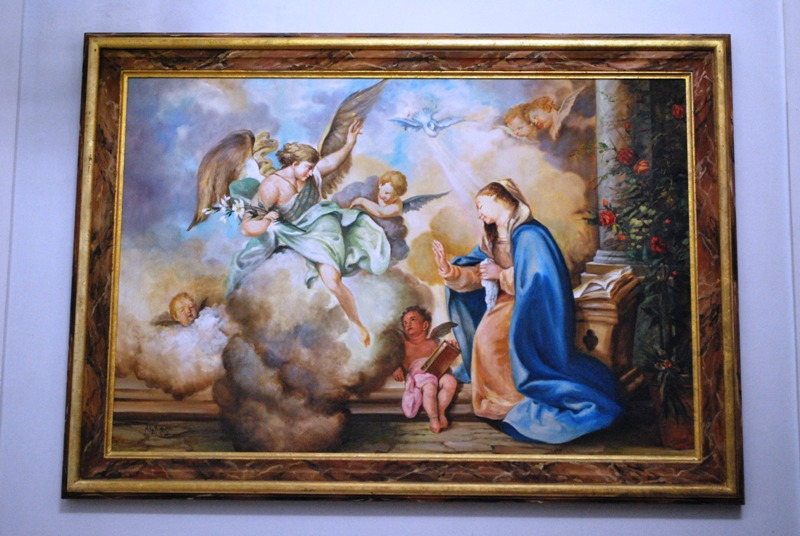
L'Annunciazione
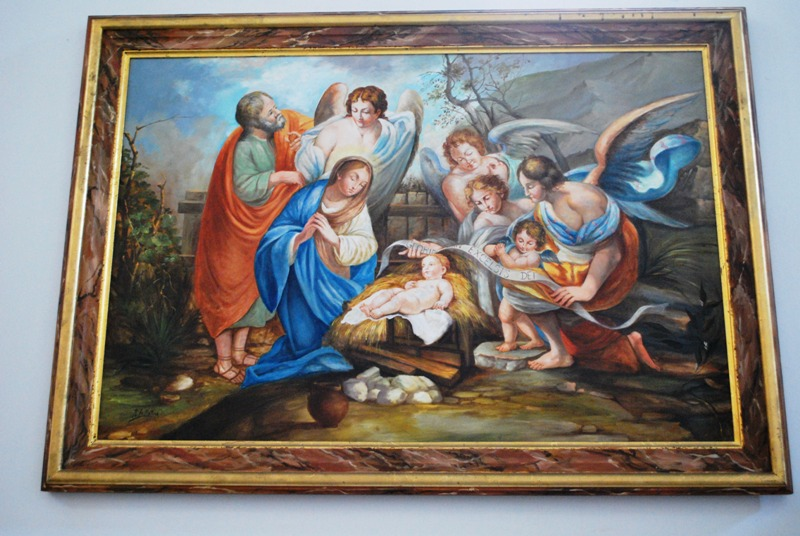
La nascita di Gesù

### Quadri del Carrera
L’8 febbraio 1610 l’Amministrazione in carica ha contrattato con il pittore Giuseppe Carrera di Trapani, la pittura del quadro di Maria SS. Immacolata e altri nel soffitto nel primo tratto della Cappella. 
Il Carrera si prendeva l'incarico di dipingere una tela di larghezza 4 metri per 2,75 metri raffigurante l’Immacolata Concezione con la mezzaluna sotto i piedi e i simboli dei suoi misteri, e altri 34 quadri di larghezza 4 palmi per 13 centimetri in altezza con un’immagine scelta dal confratello che ne pagava il costo, con il diritto di scrivere il proprio nome e mettere lo stemma di famiglia.
Inoltre il Carrera doveva dipingere un quadro con cornice dorata di misura 7 palmi per 175 cm che rappresentava pure l’Immacolata, con l’obbligo di collocare queste 35 tele sul soffitto della Cappella, dipingere a guazzo tutta la chiesa e infine si obbligava a dipingere a guazzo il tetto e a mettere delle decorazioni. Da parte loro i governatori a nome della Compagnia si impegnavano a dargli come ricompensa la somma di 100 once.
L’opera fu completata nel 1613: i 34 quadri sono esistiti fino al 1927, poi sono andati distrutti a causa del rovinarsi del soffitto dovuto alle infiltrazioni di acqua piovana.

### Statua dell’Immacolata
L’attuale statua lignea di Maria SS. Immacolata, venerata nella chiesa di San Francesco d’Assisi, è stata scolpita a Trapani nel 1695 dallo scultore trapanese Ignazio Ingrassia a spese dei confrati della Compagnia. Essa è stata laminata in oro da Mariano Pisano: nel 1738 il rivestimento fu ritoccato da Gioacchino Restivo.La statua, invece, è stata restaurata di recente nel 1982 e nel 2013.

## La festa

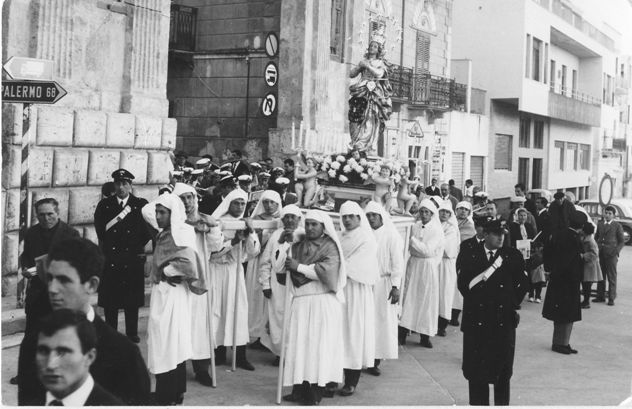
Processione durante la festa dell'Immacolata Concezione (anni '60)

Nei giorni precedenti la festività dell'8 dicembre si svolge un solenne Novenario  e il simulacro dell'Immacolata viene posto sull'altare maggiore della Chiesa; vengono poste delle decorazioni sulle pareti e composizioni floreali adornano l'altare. Una volta, nel pomeriggio della vigilia, i sacerdoti alcamesi (con a capo l’arciprete), si recavano in processione,  con dei bastone sormontato da una scopa, nella chiesa di san Francesco d’Assisi, per fare una pulizia simbolica, che voleva significare la necessità di rendere pulita la propria anima.
A presiedere la santa Messa (dopo la recita del Santo Rosario) viene chiamato un padre predicatore, di solito forestiero, e anticamente era un piacere ascoltare queste omelie in quanto erano dei veri e propri oratori. 
Dopo la Messa viene recitato lo stellario e infine c'è la benedizione eucaristica.
La vigilia della festa, dopo la Messa serale, si svolgono i solenni Vespri tenuti dall'Arciprete di Alcamo e a cui assistono, oltre ai fedeli ed ai confratelli della Compagnia dell'Immacolata, le autorità civili e militari. Dal 1948,  dietro espresso invito dell'allora Presidente Salvatore Pugliesi, l'Amministrazione Comunale con a capo il Sindaco presenzia, assieme alle Autorità Militari, Civili e al Clero, ai Vespri della Vigilia, alla Messa Solenne delle ore 10,30 dell'8 dicembre, tenuta dal Vescovo o dal suo Vicario, e infine alla Processione nel pomeriggio.
Dal 1954 (anno Mariano) la sera della vigilia dell'Immacolata, il Sindaco della città offre annualmente alla Santa Vergine un cero votivo di 5 chili consacrando a Lei la città.  A conclusione dei Vespri della vigilia il Premiato Complesso Bandistico "Città di Alcamo", il cui servizio è pagato dall'Amministrazione Comunale da più di 100 anni, intona le due caratteristiche pastorali (chiamate “ninnareddi” in siciliano) composte dai maestri Surdi e Barbera; all'alba dell'8 dicembre la Banda fa il giro delle vie cittadine e suona queste melodiose pastorali.

### Stellario
Lo Stellario è la preghiera che fa riferimento alla corona con dodici stelle che è posta sul capo di statue e quadri della Madonna. Essa ha ispirato questa antica devozione: lo stellario dell'Immacolata, con i 12 privilegi concessi a Lei dalla Santissima Trinità. Le stelle sono dodici perché dodici è tradizionalmente un numero ricco di simboli.
Durante la preghiera si contemplano i privilegi di Maria a gruppi di quattro, ognuno preceduto da un Padre Nostro e da un Gloria al Padre; alla fine di ogni privilegio si recita un'Ave Maria. Quindi ci sono tre Padre Nostro, tre Gloria e dodici Ave Maria. 
Alla fine c'è una preghiera di affidamento all'Immacolata. 
Nella chiesa di San Francesco d'Assisi di Alcamo le dodici strofe vengono alternate in questo modo: una viene cantata, l'altra recitata.
Per chi desidera vedere il suo testo completo ecco un link: http://www.unavox.it/Strumenti/Preghiere/Stellario_Maria_Immacolata.html

## San Benedetto Giuseppe Labre

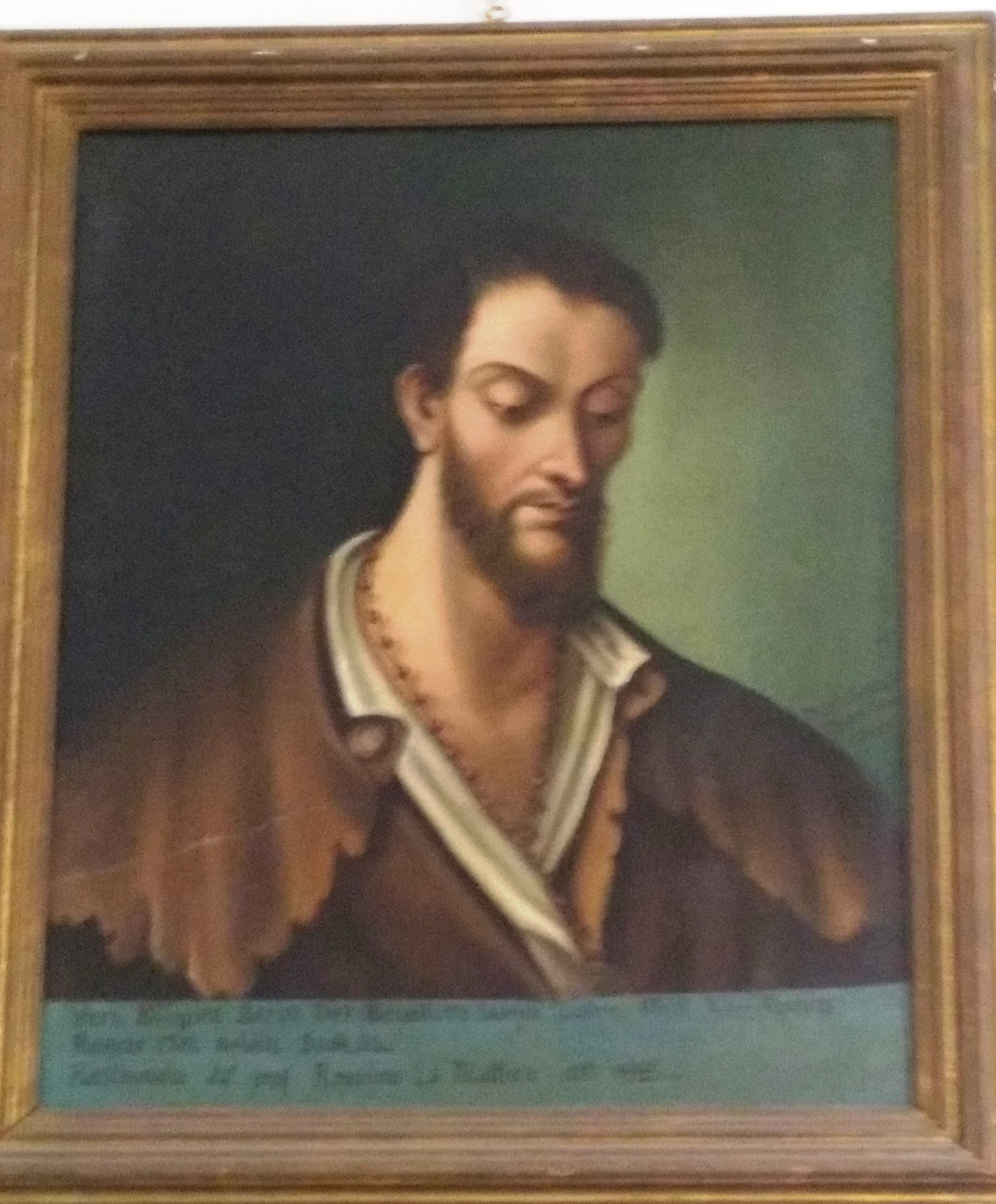
San Benedetto Giuseppe Labre

San Benedetto Giuseppe Labre, volendo visitare il Santuario della Madonna dei Miracoli di Alcamo, fu ospitato nell'Oratorio della Compagnia dell'Immacolata per alcuni giorni nel 1777: poi a piedi si diresse a Erice, visitando quindi i santuari della Madonna di Custonaci e poi quello di Trapani. Arrivato a Roma il mercoledì santo dello stesso anno, morì sulla soglia della chiesa di Santa Maria dei Monti la sera del 16 aprile 1783. 
Era francese e ha girato a piedi la Francia, la Spagna e l'Italia per fare visita ai santuari mariani: ogni anno veniva in Italia per la settimana santa a Loreto o ad Assisi. Il Santo fu conosciuto dal pittore Antonio Cavallucci ne dipinse il ritratto che si trova oggi nella Biblioteca della Galleria in Via Nazionale a Roma.
Non esiste alcun documento nell'archivio della Compagnia dell'Immacolata Concezione che parli di lui: dopo 5 anni dalla sua beatificazione, avvenuta l'8 dicembre 1883 nel 1º centenario dalla sua morte a opera di papa Leone XIII, il signor Giuseppe Provenzano (Presidente della Compagnia pro tempore) diede incarico, al pittore alcamese Nicolò Pizzitola, di dipingere il ritratto di questo santo. 
Nel 1983 il dipinto fu restaurato dal Professore Rosolino La Mattina di Palermo e, ricorrendo il 2º centenario della sua morte, si è solennizzato l'anniversario con un triduo, tenuto da Mons. Giuseppe Barone, che era stato per 4 anni Rettore nella chiesa di S.Maria dei Monti a Roma.

## L'Amministrazione
La Compagnia, che ha un Oratorio di sua proprietà, dipende direttamente dalla Curia Vescovile di Trapani, ma collabora fattivamente con i frati Francescani che operano in seno alla Parrocchia. Essa, a norma dello Statuto che ne regola il funzionamento,  è diretta da un'amministrazione, eletta liberamente dai confrati ogni 3 anni, ed è composta da un Presidente e 2 Amministratori, il Segretario, il Tesoriere (cassiere), il Prefetto ed il Maestro dei Novizi (scelto dal Direttore Spirituale che è il Parroco della Chiesa di San Francesco di Assisi). 
Di solito entro una settimana, il verbale dell'elezione è inviato al vescovo per l'approvazione; solo dopo di essa, ogni eletto può insediarsi nella nuova carica. 
Gli ultimi presidenti sono stati: Salvatore Pugliesi, Antonino Corrao, Giuseppe Coppola e Gian Battista Giaconia (attualmente in carica).

### Personaggi famosi legati alla Compagnia
- D. Carlo Lazio (1613-1667): teologo e gesuita, difensore del dogma dell'Immacolata Concezione, confrate
- Corrado Rotunda: storico e presbitero, confrate e presidente della Compagnia (1906-1908)
- San Benedetto Giuseppe Labre (1748-1783): ospite per 4 giorni dentro l'Oratorio.